# Mientras Tanto
Mientras Tanto és una revista de caràcter político-cultural i ciències socials fundada el 1979 per Giulia Adinolfi i Manuel Sacristán Luzón amb el propòsit de renovar el pensament de l'esquerra marxista. El comité editorial originari el formaren, entre d'altres, el mateix Manuel Sacristan, Giulia Adinolfi, Miguel Candel o Francisco Fernández Buey, tots ells col·laboradors Materiales, revista també dirigida per Manuel Sacristan.
Dins el context de la transició, aquesta publicació va defensar posicions properes a la ruptura política, defensades per una part del PSUC i altres grups comunistes minoritaris enfront a les tesis properes a l'eurocomunisme, com posa de manifest diferents articles de Fernández-Buey. Segons que recull a la seva pròpia web, la línia editorial de la revista queda expressada pels seus colors: vermell, verd, violeta i blanc. El vermell expressa la seva identificació amb els projectes d'emancipació social i política de les classes treballadores; el verd, el seu ecologisme; el violeta, el seu antisexisme, i el blanc, la seva defensa de la no-violència. La publicació ha anat evolucionant fins a encabir altres temes d'interès de l'esquerra política enfocats des de la perspectiva econòmica, històrica, de gènere o ecològica.
La periodicitat de l'edició impresa ha estat variable al llarg de la seva existència: inicialment bimestral; després, quadrimestral. En l'actualitat s'edita mitjançant la fundació Giulia Adinolfi-Manuel Sacristán i Icària Editorial es publiquen dos números a l'any, preferentment monogràfics. Però la limitació de l'edició impresa ha quedat compensada pel sorgiment de mientrastanto.es, amb més d'un centenar de números publicats, que s'ha convertit en una revista político-cultural digital mensual, essent en format imprès (ISSN 0210-8259) i digital (ISSN 2014-7317). Icaria Editorial   administra les subscripcions i les comandes de la revista impresa.